# Coinage Act of 1837
La loi sur les pièces de monnaie de 1837, également appelé Coinage Act of 1837 ou Coinage Act of January 9, 1837, définit les fonctions et augmente les salaires des agents de la Monnaie des États-Unis. Elle détermine également les standards des pièces d'or et d'argent américaines au niveau poids et pureté du métal de la pièce.

## Histoire
La législation proposée par le sénateur du Missouri, Thomas Hart Benton, et définit les différents postes de la Monnaie tels que le directeur de la Monnaie, le trésorier, l'essayeur, le fondeur, le raffineur et le graveur en chef, tous ces postes étant nommés par le président des États-Unis,.
La loi demande au directeur de la Monnaie de fournir au président un rapport annuel sur les activités de la Monnaie pour l'année précédente, définit la composition des métaux de frappe et établit de nouveaux poids de pièces d'argent :
- Toutes les pièces en argent doivent contenir 90 % d'argent et 10 % d'alliage et celles en or 90 % d'or et 10 % d'alliage ;
- Le dollar en argent doit avoir un poids de 412,5 grains ;
- Le demi-dollar en argent pèse 206,25 grains ;
- Le quart de dollar en argent a un poids de 103,125 grains ;
- Le half-dime en argent doit peser 20,625 grains ;
- L'eagle en or a un poids de 258 grains ;
- Le half eagle en or pèse 129 grains ;
- Le quarter eagle en or doit peser 64,5 grains ;
- Le cent en cuivre a un poids de 168 grains ;
- Le demi-cent en cuivre doit peser 84 grains.

La loi prévoit également des tolérances en matière d'écart de poids des pièces produites par la Monnaie et confirme  que les pièces préalablement frappées resteraient légales. Le directeur de la Monnaie, Robert M. Patterson, a fait pression sur le Congrès pour inclure une loi autorisant la pièce de deux cents et le dollar en or, mais cela n'a pas été inclus dans la loi de 1837.